# David Reinhold von Sievers
David Reinhold von Sievers (* 14. April 1732 in Sastama, heute: Saastna, in Estland; † 31. Januar 1814 in Preetz) war ein deutscher Offizier in russischen Diensten und großfürstlicher Landrat, Amtmann zu Cismar und Oldenburg und Präsident der Städte Neustadt in Holstein und Oldenburg.

## Leben
David Reinhold von Sievers entstammte der adligen Offiziersfamilie Sievers, die über Holstein und Finnland ins Russische Zarenreich eingewandert war. Er war ein Sohn des 1725 in den russischen Adel aufgenommenen schwedischen Miliz-Kapitäns Joachim Johann von Sievers (1674–1753) und dessen zweiter Ehefrau Anna Helene Dorothea Björneberg (1695–1792) und ein jüngerer Halbbruder des späteren Grafen Karl von Sievers. Seine berufliche Laufbahn begann er im russischen Militärdienst. Sein einflussreicher Bruder Karl von Sievers arrangierte die Hochzeit mit Friederike Karoline Carols (* 6. Dezember 1731; † 6. August 1804). Friederike Karoline war die uneheliche, aber anerkannte Tochter des Herzogs Karl Friedrich von Schleswig-Holstein-Gottorf und damit Halbschwester des späteren russischen Zaren Peter III. 1762 wurde Großfürst Peter in St. Petersburg zum Zaren Peter III. ausgerufen, aber noch im gleichen Jahre von seiner Frau Katharina der Großen abgesetzt und in der Gefangenschaft ermordet. David Reinhold von Sievers hat diese Ereignisse als Oberst und Kommandeur eines schleswig-holsteinischen Dragoner-Regiments in Sankt Petersburg miterlebt. Danach war er aus der Armee ausgeschieden und von Katharina als Amtmann im Amt Cismar im großfürstlichen Anteil des Herzogtums Holstein eingesetzt worden. Seine Frau wohnte zunächst mit den gemeinsamen Kindern im Kieler Schloss. Weil die Familie von Kiel in die Einsamkeit nach Cismar umziehen musste, wurde für sie 1767–69 in die leerstehende Klosterkirche die Amtmannswohnung eingebaut. Von Sievers war von Zarin Katharina mit einem überdurchschnittlichen Jahresgehalt bedacht worden, deshalb konnte er sich den „Grömitzer Hof“ zusammenkaufen und als Bauernhaus das Landhaus am Markt (heute Landhaus Gosch) errichten, in dem sein Sohn Paul von Sievers noch etliche Jahre wohnte. David Reinhold von Sievers gilt als Begründer der „Holsteiner Linie“ der Ritter und Grafen von Sievers.

## Nachkommen
- Katharina (1758–1809), Patenkind der späteren Zarin Katharina II.[2]
- Peter (1759–1839), Patenkind des späteren Zaren Peter III.,[2] dänischer Kammerherr und Amtmann zu Neumünster
- Helena Dorothea (1760–1812), ⚭ mit Nikolai Freiherr v. Ehrenstein
- Karl Friedrich (1761–1823), dänischer und später russischer Beamter
- Friedrich August (1763–1786), dänischer Kammerjunker, livländischer Oberlandesgerichtssekretär
- Joachim Johann (1766–1773)
- Paul (1769–1826), dänischer Rittmeister und Gutsherr zu Grömitz und Rosenhof
- Karl Benedikt (1773–1800), dänischer Offizier